# Алфа (коефициент на Крипендорф)
Вижте пояснителната страница за други значения на Алфа.
Алфа коефициентът на Крипендорф, кръстен на академик Клаус Крипендорф, е статистическа мярка за постигнатото съгласие при кодирането на набор от единици за анализ. От 70-те години на XX век коефициентът алфа се използва в следните случаи: анализ на съдържанието, при който текстовите единици се категоризират от експерти, обучени в консултиране и социологически проучвания, като те кодират данните от въпросите в интервюта с отворен отговор в термини, подлежащи на анализ; при психологически тестове, когато трябва да се сравнят алтернативни тестове на едни и същи явления; в обсервационни проучвания (observational studies), при които неструктурирани събития се записват за последващ анализ.
Алфата на Крипендорф обобщава няколко известни статистики, често наричани мерки за съгласие между кодиращите, надеждност между оценяващи, надеждност на кодиране на дадени набори от единици (за разлика от унифицирането на данни), но също така се разграничава от статистики, които се наричат коефициенти на надеждност, но са неподходящи за подробностите за кодиращите данни, генерирани за последващ анализ.
Алфата на Крипендорф е приложима към произволен брой кодери, всеки от които присвоява една стойност на една единица за анализ, към непълни (липсващи) данни, към произволен брой налични стойности за кодиране на променлива, към двоични, номинални, редни, интервални, съотносителни, полярни и кръгови показатели (нива на измерване) и се настройва към малки размери на извадката от данните за надеждност. Виртуалността на единичен коефициент с тези вариации е, че изчислените надеждности са сравними при всякакъв брой кодери, стойности, различни показатели и неравни размери на извадката.
Наличен е софтуер за изчисляване на алфата на Крипендорф.